# 吉恩·斯珀林
吉恩·本顿·斯珀林（英語：Eugene Benton Sperling，1958年12月24日—），是美国律师，曾任白宮國家經濟委員會主任，比尔·克林顿、贝拉克·奥巴马时期的总统首席经济顾问。

## 生平
1958年，出生于密歇根州。
1981年，毕业于明尼苏达大学。1985年，毕业于耶鲁大学法学院。1993年，任美国国家经济委员会副主任。1996年，任国家经济委员会主任。2009年，任财政部长的顾问。2011年，任国家经济委员会主任。2024年，辞职，支持卡玛拉·哈里斯的竞选。